# Elegi (sång)
Elegi är en singel av Lars Winnerbäck, släppt 15 september 2004 från albumet Vatten under broarna. Den blev etta på singellistan i Sverige och toppade även Tracks mellan 2 oktober och 20 november vilket ledde till att låten blev det årets näst största hit.

## Låtlista
1. "Elegi"
2. "Lång dag"

Instrument: Gitarr.
Sång: Lars Winnerbäck, kör.Sara Isaksson Längd: cirka 3 min och 30 sekunder.

## Listplaceringar
| Lista (2004-2005) | Topplacering |
| ----------------- | ------------ |
| Sverige           | 1            |